# Distretto di Vista Alegre (Amazonas)
Il distretto di Vista Alegre è un distretto del Perù nella provincia di Rodríguez de Mendoza (regione di Amazonas) con 1.371 abitanti al censimento 2007 dei quali 291 urbani e 1.080 rurali.
È stato istituito il 31 ottobre 1932.